# 王永壽
王永壽（？—？），號庭柏，山西汾州府永寧州寧鄉縣人，軍籍，明朝政治人物。

## 生平
萬曆二十二年（1594年）甲午科山西鄉試第三十七名舉人，四十七年（1619年）中式己未科進士。刑部觀政，四十八年授束鹿縣知縣，天啓四年補原武县，崇祯二年改順天府儒學教授，三年升國子監博士，本年养病，八年京察免职。

## 家族
曾祖王子章，寿官。祖父王希文，寿官。父王士，选贡。